# Neomicropteryx nipponensis
Neomicropteryx nipponensis là một loài bướm đêm thuộc họ Micropterigidae. Nó được Issiki miêu tả năm 1931. Loài này có ở Nhật Bản.
Chiều dài cánh trước là 5.1-5.9 mm đối với con đực và 4.9-5.9 mm đối với con cái.